# ドゥアン・スンナラート
ドゥアン・スンナラート（ラーオ語: ເດືອນ ສຸນນະລາດ / Deuan Sounnarath, 1927年 - 1978年）はラオスの軍人、政治家。1960年8月の反右派クーデターに参加し、その後のラオス内戦期は中立派軍幹部として活躍。路線対立から中立派を離脱し、中立左派「愛国中立勢力」を形成した。人民民主共和国の成立後は副大臣を務める。

## 経歴
ドゥアン・スンナラートは1927年、フランス統治下のヴィエンチャンに生まれた。ラオス王国軍に入隊した後、精鋭部隊の第2パラシュート大隊の所属となり、中尉に昇格。
1960年8月9日、右派ソムサニット政権に対するコン・レー大尉のクーデターに参加し、中立派プーマ政権の樹立に貢献した。軍部右派プーミー・ノーサワン将軍がクーデターに対抗し、中立派と右派の緊張が高まる中、ドゥアンは左派パテート・ラーオの幹部と接触し、その協力を取り付ける。
1960年12月、ノーサワン軍が首都ヴィエンチャンに迫ると、ドゥアンらの中立派軍は北部に撤退し、ジャール平原を拠点とした。ジャール平原においては、北ベトナムを経由したソ連の物資支援を受けつつ、中立派と左派の協力が築かれていた。特にドゥアンが直接指揮する270人の内、60人が左派パテート・ラーオ軍の元ゲリラという関係もあり、やがてパテート・ラーオに接近してゆく。
1961年5月には3派の停戦が実現し、翌1962年6月には和平協定に基づく第2次連合政府が発足し、また同年7月のジュネーヴ協定によりラオスの国際的中立化が図られた。しかし、この協定により、外国による補給が禁じられ、ソ連からの援助も停止された。このため、コン・レー司令官やプーマ首相は、アメリカからの援助に依存するようになり、CIAの偽装会社「エア・アメリカ」による空輸を受け入れた。
しかし、左派パテート・ラーオは従来よりエア・アメリカの活動停止を要求してきたことから、これを批判した。ドゥアンもまたこれを強く批判し、アメリカとの合意を取りまとめた参謀総長ケッサナー・ウォンスワン大佐に矛先を向けた。そして1962年11月27日には、ジャール平原においてドゥアンの砲兵部隊がエア・アメリカの輸送機を撃墜してしまう。翌1963年2月12日、中立左派はケッサナー大佐を暗殺した。コン・レーは容疑者を逮捕し、またパテート・ラーオ幹部とドゥアン部隊の中立派領域への進入を禁止した。同年3月半ばまでに中立派の分裂は決定的となり、ドゥアンは配下の部隊とともに中立派を離脱した。これにポンサーリー県知事カムウアン・ブッパー大佐が合流して、中立左派「愛国中立勢力」を形成した。
1963年3月31日、ついにコン・レー軍とドゥアン軍の間で軍事衝突が勃発した。愛国中立勢力はパテト・ラーオ軍と共闘し、4月20日にはシエンクワーンの飛行場を奪取。。その後もコン・レー軍を退け、ジャール平原の西側3分の1の地域に押し込めた。
さらにコン・レーが進めた右派政府軍への性急な統合が、中立派軍内の反発を招くことになり、1964年4月には「数百人の兵士」が離脱し、5月16日にはコンレー軍11個大隊の内6個大隊がドゥアン派に離脱した。
5月中旬、ジャール平原においてパテート・ラーオ軍の総攻撃が行われ、西端のムアンスイを残し、平原全域を支配した。
1973年、右派政府と左派勢力の間で三度の和平合意がなされた。この合意に基づき、1974年4月5日にプーマ親王を首班とする第3次連合政府が成立すると、ドゥアンも左派勢力を代表して内務担当次官に就任した。
1975年12月、王制の廃止と共和制への移行を決定した全国人民代表者会議に、代表の一人として参加。人民民主共和国の樹立後は、内務・退役軍人・社会福祉副大臣に任命された。
1978年に農林灌漑副大臣に転出したが、同年末のモスクワを訪問中、脳卒中により死去した。